# Deutsche Schlafwagen-und Speisewagengesellschaft
La Deutsche Schlafwagen-und Speisewagengesellschaft (letteralmente Compagnia tedesca di vagoni letto e ristorante; in seguito Deutsche Service-Gesellschaft der Bahn, acronimo: DSG) era una società facente parte della Deutsche Bundesbahnn con sede a Francoforte sul Meno, nata nel 1950 dalla infrastruttura MITROPA esistente nella Germania occidentale. Esisteva sotto il loro nome fino al 1994, quando venne fusa con MITROPA AG, che continuò ad esistere nella Repubblica Democratica Tedesca.

## Storia
Con la fine della seconda guerra mondiale, l'8 maggio 1945, l'esercizio ferroviario e quindi anche il traffico della MITROPA con vagoni letto e ristorante si interruppe completamente. La divisione della Germania in quattro zone di occupazione portò a diversi sviluppi e ricostruzioni sia nell'amministrazione ferroviaria che nella MITROPA.
Dopo la fine della guerra alcuni dipendenti locali della MITROPA a Francoforte, guidati dal futuro amministratore delegato della DSG Karl Mutz, fecero il primo inventario del parco carri e di altre infrastrutture. Questi dipendenti commerciavano sotto il nome di "MITROPA Niederlassung West" (MITROPA Filiale Ovest) e nell'autunno del 1945 ricevettero ordini verbali da ufficiali delle forze di occupazione americane di assumere la cura dei vagoni letto e ristorante operativi nei treni militari statunitensi. Come direttore della filiale funse Karl Mutz, che in una lettera del 1º dicembre 1947 ribattezzò la filiale "MITROPA Direktion West" e quindi separò di fatto la parte operativa dalla MITROPA, che aveva sede a Berlino. La filiale Ovest della MITROPA o Direzione Ovest si assunse anche la responsabilità della zona francese, che però non disponeva quasi di carri, aveva poche infrastrutture e la cantina MITROPA a Traben-Trarbach.
Ad Amburgo-Altona dove era allestito l'esercizio vagoni letto e ristorante della Reichsbahn (tedesco: Reichsbahn-Speisewagen-und Schlafwagen-Betrieb; acronimo:RSB), nella zona di occupazione britannica dal 1948 fu allestito l'esercizio ferroviario vagoni letto e ristorante (tedesco: Eisenbahn-Speisewagen-und Schlafwagen-Betrieb; acronimo:ESB).
Il 25 gennaio 1949 il Dott. Fritz Busch, direttore generale della Deutsche Reichsbahn e l'avvocato Gerd Bucerius hanno registrato ad Amburgo il contratto di fondazione di una nuova azienda tedesca di vagoni letto e ristorante (DSG). La DSG è stata registrata secondo il diritto commerciale il 1° febbraio 1950 nel registro delle imprese presso il tribunale distrettuale di Francoforte. Entrambe le società (MITROPA Direktion West a Francoforte ed ESB ad Amburgo) furono fuse sotto il nome Deutsche Schlafwagen-und Speisewagengesellschaft, che ha iniziato ufficialmente ad operare il 1º aprile 1950. La compagnia aveva 118 vagoni letto, 88 vagoni ristorante, 50 vagoni cucina e sette vagoni Rheingold. Tuttavia, gran parte non era operativa a causa dei danni bellici. Oltre alla ristrutturazione del parco esistente sono state allestite anche carrozze ristorante temporanee. Dal 1953 le ferrovie tedesche acquistarono anche le prime nuove carrozze ristorante, gestite dalla DSG. I primi nuovi vagoni letto furono acquistati nel 1950, ma erano ancora basati su un progetto prebellico. Nel 1953 furono introdotti i primi vagoni letto nella versione da 26,4 metri e nel 1962 per il Rheingold Express furono acquistate carrozze ristorante complete basate sulla carrozza UIC-X che avevano una cucina a due piani ed erano conosciute come carrozze ristorante a schiena d'asino; Dal 1965 in poi per il resto del traffico furono acquistate nuove carrozze ristorante, sempre a un piano ma lunghe 27,5 metri.
La DSG gestiva vagoni letto, vagoni ristorante nonché vagoni ristorante self-service, vagoni buffet, vagoni letto e cuccette della Deutsche Bundesbahn, i treni delle truppe americane in Germania, i traghetti tedeschi della Vogelfluglinie e il catering in molte stazioni ferroviarie della Repubblica Federale Tedesca (compreso il ristorante di Berlino Ovest nella stazione Zoo). C'erano anche le auto aziendali, che spesso venivano noleggiate per gite aziendali e simili, e gli InterCityHotels, creati negli anni '80 e ora appartenenti al gruppo Steigenberger . Il materiale utilizzato proveniva principalmente dal periodo prebellico e degli anni '60. Negli anni '70 furono utilizzati in via sperimentale i vagoni ristorante self-service.
Fino al 1955 la DSG era limitata al traffico all'interno della Germania ovest. Nel 1954 la DSG fu accettata come membro della Conferenza europea sugli orari dei treni passeggeri e anche il traffico internazionale fu regolato in un accordo con la Compagnie Internationale des Wagons-Lits. Da allora la DSG opera anche sul traffico internazionale, soprattutto verso la Scandinavia, l'Austria e la Svizzera.

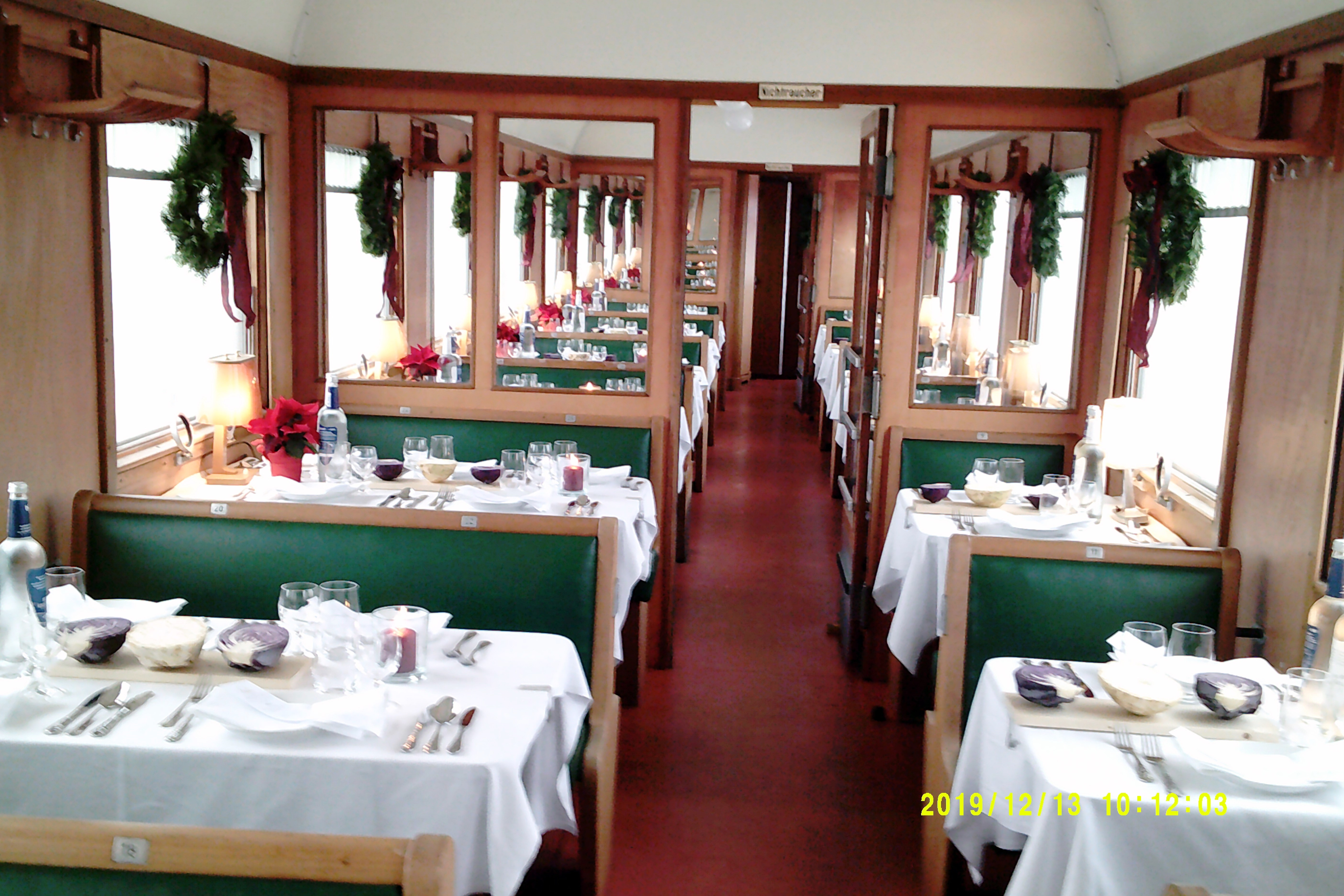
Interno della carrozza ristorante 10 029 DSG WR4ü-28, anno di costruzione 1928

A partire dall'orario estivo del 1955 la DSG introdusse per i treni che non disponevano né di carrozza ristorante né di scompartimento per servizio Buffet-Bar, il cosiddetto servizio di minibar. Si trattava di piccoli carrelli di vendita mobili dove i passeggeri, serviti al loro posto direttamente negli scompartimenti, potevano rifornirsi di bevande calde e fredde, salsicce calde, pane confezionato, snack e dolci.
Dal 1957 al 1964 circa il centro di formazione di Aumenau am Lahn venne utilizzato anche come casa di vacanza, soprattutto durante i periodi di vacanza. Il luogo esiste ancora oggi come hotel “Lahngold” e conteneva un ristorante. L'edificio è vuoto e cadde in rovina dal 2022 circa.
Dal 1965 al 1979 la DSG possedeva diversi immobili, tra cui un edificio per uffici a Francoforte e una casa per le vacanze a Sigiswang nell'Algovia. Dal 1980 DSG utilizza la nuova casa vacanze “Seefriede” a Bodensdorf (Carinzia).
Nel 1966 la DB rilevò le carrozze ristorante DSG e da allora ne assunse solo la gestione. Nel 1974 anche i vagoni letto furono rilevati e incorporati nel pool europeo di vagoni letto TEN, sebbene anche qui la direzione rimase alla DSG.
La DSG continuò a gestire, fino al 1973 circa, la cantina di Traben-Trarbach, rilevata dalla MITROPA prebellica.
DSG e MITROPA si sono fuse legalmente nel 1994, così come DB e DR che si sono fuse nella Deutsche Bahn. Considerando l'importante patrimonio posseduto da MITROPA, DSG è stata assorbita da MITROPA durante la fusione. Ciò fece della DSG una delle poche aziende della Germania occidentale ad essere assorbita da un'ex azienda della Repubblica Democratica Tedesca.

## Logo
Fino al 1971, la DSG continuò a utilizzare il logo Mitropa prebellico, costituito da una “M” stilizzata con una testa d’aquila sopra una ruota a quattro razze in una cornice ovale. Nel corso degli anni '50 il colore di base delle carrozze cambiò dal rosso rubino al rosso cremisi più scuro, che era anche il colore identificativo esclusivo delle carrozze letto e ristorante durante la verniciatura sperimentale Pop nei primi anni '70.
Dal 1971 apparve un logo più moderno sotto forma di un quadrifoglio” quadrato che è stato installato anche sui vagoni letto della DSG. Le carrozze più moderne furono trasferite nel parco dei vagoni letto nel corso degli anni '70 e ricevettero la scritta "Trans Euro Night" secondo lo standard internazionale, ma inizialmente mantennero il colore di base cremisi e solo successivamente furono riverniciate in blu cobalto. Il DSG ha utilizzato il logo del quadrifoglio fino alla riunificazione con MITROPA.

## Organizzazione

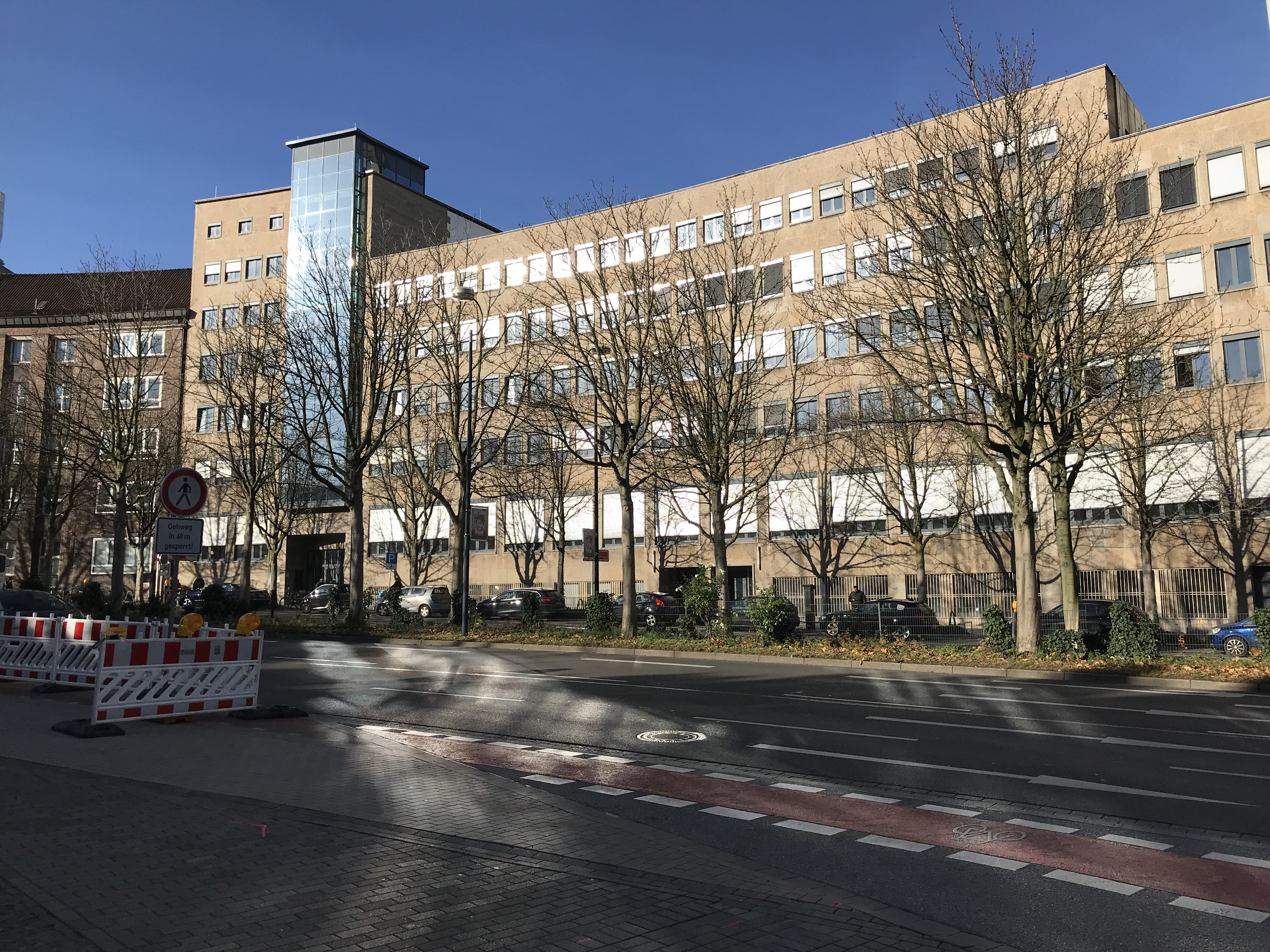
L'edificio della direzione distrettuale di Dortmund

La DSG aveva cinque direzioni distrettuali (tedesco: Bezirksleitungen; acronimo: BL) nelle città di Amburgo, Dortmund, Colonia, Francoforte sul Meno e Monaco di Baviera, dalle quali veniva gestito l'impiego del personale e l'approvvigionamento delle carrozze ristorante, delle carrozze letto e delle cuccette. A Dortmund la direzione distrettuale aveva sede in un edificio vicino alla stazione ferroviaria principale. L'edificio esiste ancora e nel 2015 si vedevano ancora le zone all'ingresso dove erano appesi i cartelli DSG.